# Liste der Kulturdenkmale in Stauchitz

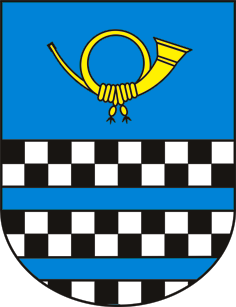
Wappen von Stauchitz

In der Liste der Kulturdenkmale in Stauchitz sind die Kulturdenkmale der sächsischen Gemeinde Stauchitz verzeichnet, die bis Januar 2022 vom Landesamt für Denkmalpflege Sachsen erfasst wurden (ohne archäologische Kulturdenkmale). Die Anmerkungen sind zu beachten.
Diese Aufzählung ist eine Teilmenge der Liste der Kulturdenkmale im Landkreis Meißen.

## Stauchitz
| Bild                                    | Bezeichnung | Lage                            | Datierung                                                                                     | Beschreibung | ID       |
| --------------------------------------- | --- | ------------------------------- | --------------------------------------------------------------------------------------------- | --- | -------- |
|                                         | Denkmal für die Gefallenen des Ersten Weltkrieges, mit Ehrenhain | Alte Poststraße (Karte)         | Nach 1918                                                                                     | Die große Anlage mit ortshistorischer Relevanz befindet sich auf einer Aufschüttung als stehendes Denkmal mit vier Treppenzugängen. Der mächtige gedrungene Obelisk besteht aus roten Granitquadern, auf welchem vier Schrifttafeln mit Relief von Eisernem Kreuz und Eichenlaub angebracht sind. Das Denkmal ist umfasst von Ringweg und Eichenhain. | 08959133 |
| Direkt Bild zu diesem Denkmal hochladen | Wegestein | Alte Poststraße (Karte)         | 19. Jahrhundert                                                                               | Der etwa 1,40 m hohe, zum Teil verwitterte Sandsteinkubus ist verkehrshistorisch von Bedeutung. | 08959132 |
| Direkt Bild zu diesem Denkmal hochladen | Wohnhaus | Alte Poststraße 3 (Karte)       | 1726                                                                                          | Das Gebäude ist ein singuläres Beispiel barocker Wohnbebauung im Gemeindegebiet, weitgehend authentisch erhalten und von hoher bauhistorischer Relevanz, ein im Ensemble mit dem Gasthof/Poststation zweigeschossiger Putzbau mit steinernen Gewänden und heute zugesetztem Türstock mit Zierscheiben. Es besitzt historische Fenster mit Sechsfachsprossung, eine flache Putzgliederung durch Ecklisenen, Putznutung und Gurtband, ein Mansarddach mit Krüppelwalm, stehende Dachgaupen, die Mansarde ist verschiefert. | 08959127 |
| Direkt Bild zu diesem Denkmal hochladen | Gasthaus (Nr. 5), ehemals Poststation, mit Sonnenuhr sowie Anbau (Nr. 5a)                                                                                               | Alte Poststraße 5, 5a (Karte)   | Bezeichnet mit 1726 (Gasthof); Ende 19. Jahrhundert (Anbau)                                   | Das mächtige Gebäude mit großem Sandsteinportal hat als ehemalige Poststation an der Hohen Straße eine verkehrsgeschichtliche, ortsbildprägende und bauhistorischer Relevanz. Ein langgestreckter Putzbau aus Sandsteinquadern von zwei Geschossen, Sandsteinfenstergewände, flacher Mittelrisalit mit großem stichbogigem Sandsteinportal zwischen Pilastern toskanischer Ordnung, ornamentalen Gehängen und Schlussstein. Das Schlussstein-Relief mit herrschaftlichem Wappen und der Jahreszahl „1726“ befindet sich heute auf die Rückseite des Gebäudes versetzt. Die Putzgliederung der Fassade wurde verändert. Obergeschoss mit großer Sonnenuhr, hohes Walmdach, späterer Anbau mit Saal auf flachem Granitsockel als zweigeschossiger Putzbau in einfachen Formen mit schlicht profilierten Sandsteinfenstergewänden, flacheres Walmdach. Saal mit einfachen Gusssäulen. | 08959126 |
| Direkt Bild zu diesem Denkmal hochladen | Empfangsgebäude eines Bahnhofs | Bahnhofsberg 3 (Karte)          | 1879                                                                                          | Ein charakteristischer gründerzeitlicher Typenbau der Bahnstrecke Riesa–Chemnitz in gutem Originalzustand mit verkehrs- und ortshistorischer Qualität. Das Bahnhofsgebäude ist eingeschossig, mit zwei unterschiedlich großen Kopfbauten als Putzbau, Gliederung durch Ecklisenen, Granitsockel, Rundbogenfenster im Erdgeschoss mit profilierten Sandsteingewänden, Gurtbänder und Gesimse, flachgeneigte verschieferte Satteldächer im Schweizerstil mit gesägten Sparren und Pfetten, zum Bahnsteig ehemals offene Fachwerkhalle. | 08959123 |
| Direkt Bild zu diesem Denkmal hochladen | Mietshaus | Bahnhofsberg 4 (Karte)          | Um 1910                                                                                       | Ein schlichter späthistoristischer Putzbau mit Fachwerkelementen, Bestandteil des Ensembles um den Bahnhofsvorplatz mit bauhistorischer Bedeutung. Ein über einem Granit-Ziegel-Sockel zweigeschossiger Putzbau mit flachem Standerker unter geschwungenem verschiefertem Ziergiebel, einfache geputzte Gewände, im Obergeschoss Holzveranda, der Giebel mit Zierfachwerk, Krüppelwalmdach, zum Teil mit Winterverglasung. | 08959124 |
| Direkt Bild zu diesem Denkmal hochladen | Relieftafel am ehemaligen Rittergutsgebäude (mit drei Hausnummern) | Bauernring 5, 7, 7a (Karte)     | Bezeichnet mit 1828                                                                           | Der letzte denkmalrelevante Bestandteil des Rittergutes Stauchitz, von ortshistorischer Bedeutung. Ein segmentbogiger Reliefstein mit Wappen und Bezeichnung „Erbaut von Hein. Luden v. Zehren auf Strauchitz-Graupzig im Jahr 1828“. | 08959125 |
| Weitere Bilder                          | Ehemaliges Wohnmühlenhaus (Nr. 11), Scheune, Seitengebäude (Nr. 10) und Fabrikgebäude (Nr. 9, mit Trockenboden) einer ehemaligen Papiermühle und Pappfabrik (Pappmühle) | Pappmühlenweg 9, 10, 11 (Karte) | Bezeichnet mit 1830 (ehemaliges Wohnmühlenhaus Nr. 11); 2. Hälfte 19. Jahrhundert (Fabrikbau) | Das Wohnhaus mit Fachwerk-Obergeschoss und aufwendigen Türportalen ist ein stattliches Mühlenensemble von baugeschichtlicher, technik- und ortshistorischer Relevanz. Das ehemalige Wohnmühlenhaus ist im Erdgeschoss massiv, die Fenster in historischer Größe, eines davon original vergittert, zwei Eingänge mit profilierten Gewänden aus Sandstein, die linke Haustür unter massigem Dreiecksgiebel auf Konsolen, in dessen Tympanon „S“ und „1830“, das Obergeschoss Fachwerk, Fenster in historischer Größe, Giebel an der einstigen Radstube massiv, der andere verbrettert, Krüppelwalmdach. Die Scheune besteht teils aus verputztem Bruchsteinmauerwerk, teils Fachwerk, und hat ein Satteldach. Die Stallscheune über Gewölbekellern im Erdgeschoss massiv, im Obergeschoss Fachwerk, im Giebel bauzeitliche Sprossenfenster und Krüppelwalmdach. Das Fabrikgebäude ist ein zweigeschossiger Putzbau, die Fenster auf der Vorderseite mit einfachen Putzfaschen, auf der Rückseite Sandsteingewände, ein aufgesetzter Trockenboden aus preußischem Fachwerk mit großen Lüftungsöffnungen und mit Holzlamellen, ein flachgeneigtes Satteldach mit Dachhaus auf der Rückseite. | 08959135 |
| Weitere Bilder                          | Meilenstein | Riesaer Straße (Karte)          | Um 1860                                                                                       | Königlich-Sächsischer Meilenstein. Der Halbmeilenstein mit Krone ist ein Zeugnis der Neuvermessung der Poststraßen im Königreich Sachsen um 1860 und verkehrsgeschichtlich bedeutend. Ein oben abgerundeter und gefaster Stein aus Sandstein, in Standardform mit Krone. Der Stein ist eine Kopie. | 08959134 |
| Direkt Bild zu diesem Denkmal hochladen | Wohnhaus eines Häusleranwesens | Täubchenweg 5 (Karte)           | Anfang 18. Jahrhundert                                                                        | Das Obergeschoss als Fachwerk mit Kopfstreben, das älteste Fachwerkgebäude der Gemeinde mit bauhistorischer Bedeutung. Das Erdgeschoss massiv, aber verändert, ein Sandstein-Türstock, im Obergeschoss sparsames einriegeliges Fachwerk, verblattet, Mittelständer mit Kopfstreben, Giebelwand massiv, ein steiles Satteldach mit hinterer Abseite, im Giebel Fachwerk. | 08959130 |

## Bloßwitz
| Bild                                    | Bezeichnung                                                               | Lage                       | Datierung | Beschreibung | ID       |
| --------------------------------------- | ------------------------------------------------------------------------- | -------------------------- | --- | --- | -------- |
| Direkt Bild zu diesem Denkmal hochladen | Ehemalige Schule                                                          | Kirchplatz 2 (Karte)       | 1802 | Das Gebäude besteht im Obergeschoss aus Fachwerk, hat ein Korbbogenportal, und ist ein weitgehend original erhaltener Bau mit baugeschichtlichem Wert und ortsbildprägender Lage am Kirchhof. Das Erdgeschoss ist massiv, profilierte Sandsteinfenstergewände, Korbbogentürgewände aus Sandstein, mit abgeflextem Schlussstein. Das Obergeschoss zur Straßenseite in Fachwerk (rückwärtig massiv, teils Fachwerk), der Giebel massiv, profilierte Sandsteinfenstergewände, 3:9 Achsen, die historischen Fenster erhalten, Holztraufe, Krüppelwalmdach, rückwärtig Biberschwanzdeckung. | 08959205 |
| Direkt Bild zu diesem Denkmal hochladen | Wohnstallhaus eines Dreiseithofes, mit zwei Torpfeilern und Sandsteinbank | Reppener Straße 15 (Karte) | Mitte 19. Jahrhundert | Ein zeit- und landschaftstypisches Bauernhaus mit Fachwerk-Obergeschoss, baugeschichtlich von Bedeutung, bildet Dreiseithof mit Nummer 13. Das Erdgeschoss massiv, 3:7 Achsen, das Obergeschoss zur Hofseite Fachwerk, die Giebel Fachwerk und verbrettert, Dachüberstand, Holztraufe, Satteldach, Sandsteinbank. Die Torpfeiler aus Sandsteinquadern, verputzt, einer mit Abdeckplatte und Kugelbekrönung. | 08959206 |
| Direkt Bild zu diesem Denkmal hochladen | Denkmal für die Gefallenen des Ersten Weltkrieges                         | Stauchitzer Straße (Karte) | 1922 | Das Denkmal aus Kunststein (imitierter Sandstein) von ortshistorische Bedeutung ist ein ca. drei Meter hoher, mächtiger Kubus auf hohem Sockel mit Aufhängung für die Kränze, darüber Inschrifttafeln an allen vier Seiten, flankiert von kannelierten flachen Pfeilern, darauf Kubus mit Lorbeerranken an allen vier Seiten sowie Bezeichnung „1914–1918“, die obere Bekrönung als Kugel mit Kreuz, an der Schauseite Inschrift „Ihren auf dem Felde der Ehre Gefallenen zum bleibenden Gedenken dankbar gewidmet von den Gemeinden Bloßwitz, Grubnitz, Hahnefeld, Ragewitz“. Darüber Helmdarstellung. | 08959208 |
| Weitere Bilder                          | Kirche mit Ausstattung, Kirchhof mit Einfriedung und einigen Grabmalen    | Stauchitzer Straße (Karte) | Im Kern 16. Jahrhundert (Kirche); um 1520 (Vesperbild); bezeichnet mit 1705 (Kanzelaltar); 1861–1862 (Orgel); bezeichnet mit 1870 (Kirchturm) | Eine große Saalkirche des 16./17. Jahrhunderts, Westturm des 19. Jahrhunderts im Stil des Historismus (Architekt des Turmes: Karl Moritz Haenel, Dresden), ortsbildprägende, baugeschichtliche und ortshistorische Bedeutung. Evangelische Pfarrkirche. Inschrift: „Gott zur Ehre neu erbauet in den Jahren 1870 u. 1871“. Große Saalkirche aus dem Anfang des 16. Jahrhunderts, tiefgreifender Umbau 1697–99 durch den Zimmer- und Brückenmeister Simon Sohra aus Meißen und dem Stuckateur Pietro Patriarcha aus Como. Der Westturm nach einem Brand 1870 von Karl Moritz Haenel neugestaltet, Restaurierung 1932 und 1993–95 (Turm). Verputzter Bruchsteinbau mit 3/8-Chorschluss und Satteldach. Zwei spätgotische Spitzbogenportale an der Süd- und Nordseite, letzteres mit reicher Profilierung, beide Ende 15. Jahrhundert. Eingeschossige Anbauten an der Süd-(Zugang zur Patronatsloge) und Nordseite (Sakristei). Turm quadratisch, im Obergeschoss achteckig, barocke Haube mit offener Laterne als Abschluss. Im Inneren: flache Stuckdecke mit drei gerahmten Feldern. zweigeschossige Emporen an der Nord-, Süd- und Westseite, an deren Brüstung Reste von Malereien (biblische Szenen, vermutlich Ende 17. Jahrhundert). Patronatslogen an der Nord- und Südwand. Schöne spätgotische Sakramentsnische mit Kielbogen an der östlichen Chorwand. Mächtiger hölzerner Kanzelaltar mit vergoldeten Friesen und Blattwerkornamentik von Valentin Walther, datiert 1705. Der polygonale Kanzelkorb zwischen zwei kräftigen Säulen, die ein reich profiliertes, gesprengtes Gesims tragen. Qualitätvolles, fragmentarisch erhaltenes Vesperbild, Fassung verloren, um 1520. Romantische Orgel von Gotthilf Bärmig, 1861/62. Im Chorbereich wertvolle Grabsteine des 16.–18. Jahrhunderts. Grabmale des 18. und Anfang des 19. Jahrhunderts, drei Grabmale an der Kirchwand 18. Jahrhundert, 13 Grabplatten mit Rankenwerk, Engelsköpfen, Rocaille an Friedhofsmauer, vier einzeln stehende Grabmale Anfang 19. Jahrhundert: 1. runder Sockel in Form eines Felsengesteins, darauf zylindrischer Aufbau in imitiertem Basaltgestein mit Ornamentbändern und Reliefband aus Palmetten und Schlafmohnpflanzen, Inschrift, mehrfach profilierte Bekrönung, Sandstein, ca. 1,80 m hoch, 1813 (identisches Grabmal auch auf Friedhof in Röderau-Bobersen, Sandbergstraße), 2. Sandstein, ca. 1,70 m hoch, profilierter, scharrierter Sandsteinsockel, darauf Sandsteinkubus mit verwitterter Inschrift, profilierte Abdeckplatten, Urnenbekrönung, Einfriedung: aus Sandstein, unverputzt, zwei Torpfeiler aus Sandsteinquadern mit Giebel an vier Seiten. | 08959207 |

## Dobernitz
| Bild                                    | Bezeichnung                                                                                        | Lage                        | Datierung                                                                      | Beschreibung | ID       |
| --------------------------------------- | -------------------------------------------------------------------------------------------------- | --------------------------- | ------------------------------------------------------------------------------ | --- | -------- |
|                                         | Turmholländer (mit Mühlentechnik)                                                                  | Plotitzer Straße 1 (Karte)  | Um 1870                                                                        | Ein Gebäude mit Seltenheitswert; da vollständig aus Holz errichtet, besitzt es baugeschichtliche, ortsgeschichtliche und technikgeschichtliche Bedeutung. Die vollkommem aus Holz errichtete Windmühle hat eine horizontale durchgehende Verbretterung, die Haube wurde durch ein flaches Notdach (Satteldach) ersetzt. Im Innern Mühlentechnik u. a. Königswelle mit Kammrad, Einschütt-Trichter zum Mahlgang, Mahlgang. | 08959172 |
| Direkt Bild zu diesem Denkmal hochladen | Wohnhaus (ohne Anbau), Seitengebäude, Scheune und ein Torpfeiler eines Vierseithofes               | Plotitzer Straße 6 (Karte)  | Bezeichnet mit 1801 (Wohnstallhaus); Mitte 19. Jahrhundert (Scheune)           | Das Wohnhaus und die Seitengebäude mit Fachwerk-Obergeschoss, Fachwerkscheune, ein Zeugnis für die bäuerliche Hof- und Wirtschaftsstruktur im historischen Siedlungsbereich, baugeschichtlich und wirtschaftsgeschichtlich von Bedeutung. Das Wohnhaus ist im Erdgeschoss massiv, hat Sandsteinfenstergewände, im Obergeschoss Fachwerk, Segmentbogentürgewände mit Schlussstein, Krüppelwalmdach. Die Seitengebäude sind im Erdgeschoss massiv, im Obergeschoss Fachwerk, Lehmausfachung und Krüppelwalmdach. Die eingeschossige Scheune ist eine Holzkonstruktion mit hohem Krüppelwalmdach und bildet einen Vierseithof mit Nummer 5. | 08959174 |
| Direkt Bild zu diesem Denkmal hochladen | Wohnhaus und Seitengebäude eines ehemaligen Dreiseithofes, mit drei Torpfeilern als Hofzufahrt     | Plotitzer Straße 7 (Karte)  | 1. Hälfte 19. Jahrhundert                                                      | Fachwerkbauten, das Wohnhaus mit Zwillingsfenster im massiven Giebel als Teil der historischen Siedlungsstruktur von bauhistorischer Bedeutung. Das Wohnhaus im Erdgeschoss massiv, das Obergeschoss verkleidetes Fachwerk an der Rückseite Sichtfachwerk, die Giebel massiv. Im Giebel rundbogige Zwillingsfenster mit Ziersprossung, Dachüberstand und Krüppelwalmdach. Die Seitengebäude im Erdgeschoss massiv, im Obergeschoss Fachwerk mit originalen Fenstern, Taubenschlag, Dachüberstand und Krüppelwalmdach. Drei verputzte, durch Kugeln bekrönte Torpfeiler. | 08959173 |
| Direkt Bild zu diesem Denkmal hochladen | Wohnstallhaus eines Bauernhofes                                                                    | Plotitzer Straße 14 (Karte) | 1. Hälfte 19. Jahrhundert                                                      | Ein Fachwerk-Wohnstallhaus als landschaftstypisches Zeugnis von bauhistorischer und ortsbildprägender Relevanz. Das Erdgeschoss massiv, das Obergeschoss Fachwerk, ein Giebel massiv, der andere verputztes Fachwerk. Die Rückseite ebenso. Taubenschlag, Dachüberstand, zum Teil originale Fenster, hohes Krüppelwalmdach. | 08959177 |
| Direkt Bild zu diesem Denkmal hochladen | Wohnstallhaus, Seitengebäude (über winkelförmigem Grundriss) und zwei Torpfeiler eines Bauernhofes | Plotitzer Straße 19 (Karte) | Bezeichnet mit 1823 (Wohnstallhaus); 1. Hälfte 19. Jahrhundert (Seitengebäude) | Ein Wohnstallhaus mit Fachwerk-Obergeschoss und Segmentbogenportal als zeit- und landschaftstypische Hofanlage in prägnanter Straßenlage, baugeschichtlich von Bedeutung. Das Wohnstallhaus im Erdgeschoss massiv, das Obergeschoss Fachwerk, die Giebel massiv mit Sandsteinfenstergewänden, rundbogige Zwillingsfenster, Segmentbogentürgewände mit Schlussstein, dort bezeichnet mit „JGL 1823“, Dachüberstand. Originale Fenster, Satteldach. Die Seitengebäude auf winkligem Grundriss, im Erdgeschoss Bruchstein, das Obergeschoss aufgemauert, Sandsteinfenstergewände, Ladeluke, Satteldach, Biberschwanzdeckung, der winklige Anbau aus verputztem Bruchstein, im Giebel rundbogige Zwillingsfenster mit Ziersprossen, Krüppelwalmdach, Biberschwanzdeckung. Zwei Torpfeiler aus Sandsteinquadern mit mehrfach profilierten Abdeckplatten und Kugelbekrönung. | 08959175 |

## Dösitz
| Bild                                    | Bezeichnung | Lage                         | Datierung                                                                | Beschreibung | ID       |
| --------------------------------------- | --- | ---------------------------- | ------------------------------------------------------------------------ | --- | -------- |
| Direkt Bild zu diesem Denkmal hochladen | Wohnstallhaus, Seitengebäude (mit Kumthalle und rückwärtigem Anbau), Remisengebäude und Hofpflasterung eines Vierseithofes                                                         | Neue Straße 2, 3 (Karte)     | Bezeichnet mit 1893 (Wohnstallhaus); bezeichnet mit 1922 (Seitengebäude) | Es handelt sich hier um schlichte verputzte Massivbauten. Die zweibogige Kumthalle ist dabei von Seltenheitswert. Eine stattliche Hofanlage als Zeugnis großbäuerlicher Wohn- und Wirtschaftsweise vergangener Zeiten, baugeschichtlich, wirtschaftsgeschichtlich und sozialgeschichtlich von Bedeutung. Das Wohnstallhaus ist ein über einem Polygonsockel zweigeschossiger Putzbau, der Wohnbereich mit profilierten Steingewänden, über einem bezeichnet mit „1893“, Stallbereich mit Putzfaschen, profiliertes Kranzgesims, im Giebel befinden sich zwei Rundbogenfenster und drei Okuli. Die Seitengebäude sind über einem Polygonsockel ein zweigeschossiger Putzbau, im Erdgeschoss Kumthalle mit großer Segmentbogentoreinfahrt, Drempel, im Mittelteil mit Segmentbogeneinfahrt überhöht, Ladeluke, bezeichnet mit „K.C. 1922“, rückwärtig winkliger Anbau, Satteldach, historische Fenster. Die Remise ist ein eingeschossiger Putzbau mit Drempel und Okuli, große Segmentbogeneinfahrten, Satteldach, historische Fenster. Die Pflasterung besteht aus Granitkatzenköpfen. | 08959139 |
| Direkt Bild zu diesem Denkmal hochladen | Wohnhaus, daran angebautes Stallgebäude, Scheune, Seitengebäude (Auszugshaus), Nebengebäude und Hofpflasterung eines Bauernhofes                                                   | Neue Straße 4 (Karte)        | Bezeichnet mit 1886                                                      | Das Wohnhaus ist ein gründerzeitlicher Putzbau mit aufwendigem Zwillingsfenstern im Giebel, die Seitengebäude sind ebenfalls massiv mit schlichterem Zwillingsfenstern im Giebel, dazu eine Fachwerkscheune, und damit eine geschlossen erhaltene Hofanlage des 19. Jahrhunderts, stattliche Zeugnisse bäuerlicher Lebens- und Wirtschaftsformen mit bauhistorischer und wirtschaftsgeschichtlicher Relevanz. Das Wohnhaus ist zweigeschossiger Putzbau über einem Winkelgrundriss mit Sandsteinfenstergewänden, einem profilierten Türstock mit gerader Verdachung und Bezeichnung „W. Richter 1886“. Die Gliederung erfolgt durch Gurtgesims, Ecklisenen, Ecknutung, das Giebelfeld mit Okuli ist mit Lüftungsgittern verziert, Biforien aus Sandstein unter gerader Verdachung, Satteldach, dreischiffiger siebenjochiger Kuhstall auf Granitsäulen mit Basen und Kapitell. Die Scheune ist im Erdgeschoss massiv, das Obergeschoss Fachwerk, ein Satteldach mit einseitigem Krüppelwalm, zwei gerade Holztore, die Stallfenster mit Sandsteingewänden. Das Auszugshaus mit Nebengebäuden ist ein zweigeschossiger Putzbau mit Sandsteingewänden, das Obergeschoss besteht zum Teil aus Fachwerk und ist verputzt, die Putzgliederung durch Gurtbänder, Ecklisenen und Bergetüren im Obergeschoss, Fledermausgaupen und Biforien im Giebel, Krüppelwalmdach. Die Pflasterung besteht aus Granitkatzenköpfen. | 08959137 |
| Direkt Bild zu diesem Denkmal hochladen | Wohnstallhaus, Seitengebäude (Auszugshaus mit Stallteil), Stallgebäude, Scheune, Torpfeiler der Hofzufahrt, Torbogen der zweiten Hofzufahrt und Hofpflasterung eines Vierseithofes | Neue Straße 5 (Karte)        | Bezeichnet mit 1807                                                      | Das Wohnstallhaus besteht im Obergeschoss aus verkleidetem Fachwerk und verfügt über zwei aufwendig gestaltete Segmentbogenportale. Die Seitengebäude haben Fachwerkobergeschosse und Segmentbogenportale, insgesamt eine stattliche und geschlossen erhaltene Hofanlage als Beispiel großbäuerlichen Wirtschaftens, damit baugeschichtlich, sozialgeschichtlich und wirtschaftsgeschichtlich von Bedeutung. Das Wohnstallhaus ist im Erdgeschoss massiv, Sandsteinfenstergewände, zwei Segmentbogen-Sandsteintürgewände, das Obergeschoss aus Fachwerk, der ältere Teil von 1807 verbrettert, die vordere eckige Erweiterung mit profilierten Steingewänden, Walmdach, hinterer Teil Krüppelwalmdach. Das Auszugshaus ist im Erdgeschoss massiv, vier Garageneinbauten, zwei Sandsteintürgewände, Obergeschoss Fachwerk verkleidet, rückwärtig Fachwerk, der Giebel massiv. Das Seitengebäude ist ein zweigeschossiger Putzbau mit Sandsteingewänden, Sandsteintürgewände mit abgeschliffenem Schlussstein, flache Segmentbogenfenster, hervortretender Risalit, Satteldach. Die Scheune ist ein Putzbau mit Toreinfahrten. Zwei verputzte Torpfeiler mit profilierten Abdeckplatten und Kugelbekrönung. Die Pflasterung besteht aus Granitkatzenköpfen. | 08959138 |
| Direkt Bild zu diesem Denkmal hochladen | Portal eines ehemaligen Wohnstallhauses eines Bauernhofes | Stauchitzer Straße 3 (Karte) | Bezeichnet mit 1834                                                      | Ein aufwendig gestaltetes, barockisierendes Sandsteinportal (bezeichnet mit 1834), von ortsgeschichtlicher und künstlerischer Bedeutung. Das aufwendig gestaltete, barockisierende Portal mit einem geraden, reich profilierten Architrav, wird getragen von in Säulenform ausgebildeten Wandvorlagen auf den Türgewänden. | 08959140 |

## Gleina
| Bild                                    | Bezeichnung | Lage                   | Datierung | Beschreibung | ID       |
| --------------------------------------- | --- | ---------------------- | --- | --- | -------- |
| Direkt Bild zu diesem Denkmal hochladen | Wohnhaus und Seitengebäude (ohne hinteren Anbau) eines Dreiseithofes                                            | Hauptstraße 1 (Karte)  | Mitte 19. Jahrhundert                                                                                           | Das Wohnhaus ist im Obergeschoss aus verbrettertem Fachwerk errichtet. Ein zeit- und landschaftstypisches Gebäude als Beispiel bäuerlicher Lebensweise der Vergangenheit, baugeschichtlich und wirtschaftsgeschichtlich von Bedeutung. Das Wohnhaus ist im Erdgeschoss massiv, mit profilierten Steingewänden. Das Obergeschoss Fachwerk verbrettert, historische Fenster, Dachüberstand, Krüppelwalmdach, doppelte Biberschwanzdeckung, Wetterhäuschen. Das Seitengebäude ist ein eingeschossiger Putzbau mit Drempel, Garageneinbau, Segmentbogen-Toreinfahrt, Zwillingsfenster im Giebel, Satteldach und doppelter Biberschwanzdeckung.                                                        | 08959193 |
| Direkt Bild zu diesem Denkmal hochladen | Wohnstallhaus, Seitengebäude und Scheune eines Vierseithofes, mit Hofpflasterung und Torpfeilern der Hofzufahrt | Hauptstraße 13 (Karte) | Bezeichnet mit 1803 (Wohnstallhaus); 1. Hälfte 19. Jahrhundert (Scheune); Mitte 19. Jahrhundert (Seitengebäude) | Eine stattliche Hofanlage als Zeugnis bäuerlichen Wirtschaftens der Vergangenheit, baugeschichtlich und wirtschaftsgeschichtlich von Bedeutung. Das Wohnstallhaus ist im Erdgeschoss massiv, im Obergeschoss Fachwerk, Sandsteintürgewände mit Schlussstein, dieser bezeichnet mit „JGRS 1803“ und „Gott bewahre dieses Haus / und alle die da gehen ein und aus“, historische Fenster, Satteldach. Das Seitengebäude ist im Erdgeschoss massiv, das Obergeschoss Fachwerk, Ladeluke, Satteldach, drei Segmentbogentore. Die Scheune ist ein zweigeschossiger Putzbau mit gerader Toreinfahrt, einem hohen Satteldach mit stehenden Ladeluken. Die Torpfeiler sind verputzt, mit Kugeln verziert. | 08959192 |

## Groptitz
| Bild | Bezeichnung                     | Lage              | Datierung             | Beschreibung | ID       |
| ---- | ------------------------------- | ----------------- | --------------------- | --- | -------- |
|      | Wohnstallhaus eines Bauernhofes | Waldweg 7 (Karte) | Mitte 19. Jahrhundert | Ein stattliches Gebäude als Teil der alten Ortsstruktur, in weitgehend originalem Bauzustand erhalten, baugeschichtlich von Bedeutung. Ein zweigeschossiger breitgelagerter Bruchsteinbau, verputzt, Sandsteinfenstergewände, 3:8 Achsen, im Erdgeschoss Fenstergitter, originale Fenster, Krüppelwalmdach, auf der Hofseite im Obergeschoss Fachwerk, auf der Straßenseite im Obergeschoss Bruchstein, verputzt. | 08959169 |

## Hahnefeld
| Bild                                    | Bezeichnung                                             | Lage                | Datierung             | Beschreibung | ID       |
| --------------------------------------- | ------------------------------------------------------- | ------------------- | --------------------- | --- | -------- |
| Direkt Bild zu diesem Denkmal hochladen | Wohnhaus, Seitengebäude und Scheune eines Dreiseithofes | Dorfplatz 5 (Karte) | Mitte 19. Jahrhundert | Ein gut erhaltenes, zeit- und landschaftstypisches Hofensemble in Fachwerkbauweise, baugeschichtlich und wirtschaftsgeschichtlich von Bedeutung. Das Wohnhaus ist im Erdgeschoss massiv, im Obergeschoss Fachwerk, 3:5 Achsen, Dachhäuschen, Krüppelwalmdach. Das Seitengebäude im Erdgeschoss massiv mit Garageneinbauten, im Obergeschoss Fachwerk, die originalen Fenster sind erhalten, Ladeluke, Krüppelwalmdach. Die Scheune ist eine eingeschossige Fachwerkkonstruktion mit gerade abschließender Toreinfahrt aus Holz und einem Satteldach. | 08959215 |

## Ibanitz
| Bild                                    | Bezeichnung                                                                               | Lage                | Datierung | Beschreibung | ID       |
| --------------------------------------- | ----------------------------------------------------------------------------------------- | ------------------- | --- | --- | -------- |
| Direkt Bild zu diesem Denkmal hochladen | Wohnstallhaus und zwei Seitengebäude (eines mit Kumthalle) eines ehemaligen Vierseithofes | Talstraße 3 (Karte) | Bezeichnet mit 1832 (Wohnstallhaus); bezeichnet mit 1858 (1. Seitengebäude); bezeichnet mit 1922, im Kern älter (2. Seitengebäude) | Eine stattliche Hofanlage als Zeugnis großbäuerlichen Wirtschaftens des 19. Jahrhunderts, baugeschichtlich und wirtschaftsgeschichtlich von Bedeutung. Das erste Seitengebäude ist ein zweigeschossiger Bruchsteinbau mit Sandsteinfenstergewänden, 3:6 Achsen, an den Ecken Sandsteinquaderung, dreijochige Kumthalle auf gefasten Sandsteinpfeilern, Satteldach, auf Reliefstein bezeichnet mit 1858. Das zweite Seitengebäude ist ein zweigeschossiger Bruchsteinbau mit Sandsteinfenstergewänden, Toreinfahrten, profiliertem Traufgesims, Satteldach mit Fledermausgaupen, Biberschwanzdeckung. Das Wohnstallhaus aus Fachwerk, verputzt, kleine liegende Fenster. Der Kuhstall mit dreischiffigem, mindestens vierjochigem Tonnengewölbe, toskanische Säulen, zum Teil Sandsteinfenstergewände, Krüppelwalmdach, die Kubatur erhalten. | 08959164 |
| Direkt Bild zu diesem Denkmal hochladen | Wohnstallhaus eines Bauernhofes, mit Einfriedung und Torpfeiler                           | Talstraße 6 (Karte) | Bezeichnet mit 1829 | Ein Zeugnis der großbäuerlichen Siedlungsstrukturen in der Lommatzscher Pflege, baugeschichtlich von Bedeutung. Im Erdgeschoss massiv, Sandsteingewände, profilierte Sandsteintürgewände mit stark profilierter Dreiecksgiebelbedachung, dort bezeichnet mit „18 SSA 29“. Im Obergeschoss Fachwerk mit Lehmausfachung, 14 Achsen, historische Fenster und originale Kreuzstockfenster mit Würfel, mächtiges Krüppelwalmdach, Die Giebel massiv, profiliertes Traufbrett. Die Einfriedung besteht aus einer Bruchsteinmauer, die Torpfeiler aus Sandsteinquadern. | 08959163 |

## Kalbitz
| Bild                                    | Bezeichnung                             | Lage                       | Datierung           | Beschreibung | ID       |
| --------------------------------------- | --------------------------------------- | -------------------------- | ------------------- | --- | -------- |
| Direkt Bild zu diesem Denkmal hochladen | Wohnhaus eines ehemaligen Dreiseithofes | Kalbitzer Straße 1 (Karte) | Bezeichnet mit 1817 | Ein Zeugnis bäuerlichen Lebens im historischen Siedlungsbereich, baugeschichtlich von Bedeutung. Im Erdgeschoss Bruchstein, verputzt, im Obergeschoss der Hofseite Fachwerk, an der Straßenseite aufgemauert, die Gebäudeecken aus Sandsteinquadern, zwei Korbbogentürgewände aus Sandstein mit Schlussstein, bezeichnet mit „J.G.H. 1817“. Im Erdgeschoss zum Teil Sandsteinfenstergewände, zum Teil Winterfenster. Acht Achsen, Krüppelwalmdach, zum Teil Biberschwanz-Kronendeckung, Dachüberstand, die Giebel massiv. | 08959214 |

### Ehemaliges Denkmal (Kalbitz)
| Bild                                    | Bezeichnung                       | Lage                       | Datierung             | Beschreibung | ID       |
| --------------------------------------- | --------------------------------- | -------------------------- | --------------------- | --- | -------- |
| Direkt Bild zu diesem Denkmal hochladen | Seitengebäude eines Vierseithofes | Kalbitzer Straße 8 (Karte) | Mitte 19. Jahrhundert | Ein weitgehend authentisch erhaltenes Gebäude als Zeugnis bäuerlicher Wirtschaftsstrukturen, baugeschichtlich und wirtschaftsgeschichtlich von Bedeutung. Im Erdgeschoss massiv, im Obergeschoss Fachwerk, drei originale Fenster, zwei Ladeluken, ein Holzgewände, im Erdgeschoss Sandsteingewände, mittig ein Zwerchhaus in Fachwerkkonstruktion mit Satteldach. Im Innern eine preußische Kappe, Lehmdecke und Pferdetränke. Zwischen 2017 und 2022 aus der Denkmalliste gestrichen. | 08959213 |

## Panitz
| Bild                                    | Bezeichnung                                                 | Lage                  | Datierung                 | Beschreibung | ID       |
| --------------------------------------- | ----------------------------------------------------------- | --------------------- | ------------------------- | --- | -------- |
| Direkt Bild zu diesem Denkmal hochladen | Wohngebäude und Scheune eines Mühlenanwesens (Klostermühle) | Bergstraße 12 (Karte) | 1826                      | Weitgehend authentisch erhaltene Gebäude (zum Kloster Staucha gehörend), baugeschichtlich und ortsgeschichtlich bedeutend. Wohnhaus (Wohnmühlenhaus?) im Erdgeschoss massiv aus Bruchstein, Sandsteinfenstergewände, die Gebäudeecken aus Sandsteinquadern, mehrfach profilierte Sandsteintürgewände mit gerader Bedachung und darüber befindlicher Inschrifttafel und Sonnenmotiv in Dreiecksbedachung, Obergeschoss zur Hofseite massiv, zur Straßenseite zum Teil Fachwerk, zum Teil massiv, die Giebel massiv, im Obergeschoss Sandsteingewände, zum Teil originale Winterfenster, profiliertes Kranzgesims, 4:7 Achsen, Mansarddach mit Krüppelwalm mit je vier stehenden Dachfenstern aus Holz mit Zierverbretterung und drei Fledermausgaupen an Hof- und Straßenseite, Biberschwanzdeckung. Die Scheune ist ein eingeschossiger Putzbau, die unteren 2/3 des Gebäudes aus Sandsteinquadern bestehend, das obere Drittel später aufgemauert, große gerade abschließende Toreinfahrt, Satteldach. Der Mühlenstandort besteht auf jeden Fall seit dem 17. Jahrhundert als Mahl-, Säge- und Ölmühle. Als 1645 das Dorf von feindlichen Truppen niedergebrannt wurde, blieb die Mühle stehen, brannte aber einige Jahre später auch ab, ein erster Wiederaufbau erfolgte um 1645, danach wurde sie von 1732 bis 1733 „von Neuem“ erbaut, „jetzige Mühlengebäude ist nebst dem Wohnhause im Jahre 1826 von Grund aus ganz neu ausgeführt worden“. | 08959200 |
| Direkt Bild zu diesem Denkmal hochladen | Wohnstallhaus eines Zweiseithofes                           | Bergstraße 16 (Karte) | 2. Hälfte 19. Jahrhundert | Ein gut erhaltenes Bauernhaus als Teil der alten Orts- und Siedlungsstruktur, von baugeschichtlicher Bedeutung. Im Erdgeschoss massiv, Putzbau, Sandsteinfenstergewände, Segmentbogentürgewände (Stichbogen) aus Sandstein mit Schlussstein, zum Teil Winterfenster erhalten, im Obergeschoss der Hofseite massiv, rückwärtige Seite aus Fachwerk, verputzt, Putzgewände, Krüppelwalmdach mit übereinanderliegenden Fledermausgaupen, Biberschwanzdeckung, Holztraufe, am Giebel Putzgliederung und Halbrundfenster. | 08959202 |

### Ehemaliges Denkmal (Panitz)
| Bild                                    | Bezeichnung     | Lage                    | Datierung                       | Beschreibung | ID       |
| --------------------------------------- | --------------- | ----------------------- | ------------------------------- | --- | -------- |
| Direkt Bild zu diesem Denkmal hochladen | Eisenbahnbrücke | (Flurstück 133) (Karte) | Letztes Drittel 19. Jahrhundert | Die dreibogige Brücke mit Wangenmauern ist ein wichtiges verkehrsgeschichtliches Zeugnis der Region. 2018 abgerissen und durch Neubau ersetzt. | 08959212 |

## Plotitz
| Bild                                    | Bezeichnung | Lage                     | Datierung              | Beschreibung | ID       |
| --------------------------------------- | ----------- | ------------------------ | ---------------------- | --- | -------- |
| Direkt Bild zu diesem Denkmal hochladen | Wohnhaus    | Parkstraße 14 (Karte)    | Bezeichnet mit 1831    | Ein einfaches Beispiel ländlichen Lebens, sozialgeschichtlich von Bedeutung. Ein zweigeschossiger Putzbau von 2:5 Achsen, zum Teil sind die Winterfenster erhalten, Segmentbogen-Sandsteintürgewände mit Schlussstein, bezeichnet mit „F.G.H. 1831“. Im Erdgeschoss profilierte Sandsteingewände, im Obergeschoss Putzgewände, Krüppelwalmdach, Biberschwanzdeckung. | 08959209 |
| Direkt Bild zu diesem Denkmal hochladen | Häuslerhaus | Stiller Winkel 1 (Karte) | Anfang 19. Jahrhundert | Ein weitgehend original erhaltener Bau als einziges Relikt der Fachwerkbauweise im historischen Ortskern, baugeschichtlich und sozialgeschichtlich von Bedeutung. Im Erdgeschoss massiv, im Obergeschoss Fachwerk, Holzfenstergewände, ein Giebel massiv, der andere Fachwerk, Holzfenstergewände, Satteldach, Dachüberstand.                                        | 08959210 |

## Pöhsig
| Bild                                    | Bezeichnung                                                          | Lage                      | Datierung             | Beschreibung | ID       |
| --------------------------------------- | -------------------------------------------------------------------- | ------------------------- | --------------------- | --- | -------- |
| Direkt Bild zu diesem Denkmal hochladen | Wohnhaus und angebautes Seitengebäude des ehemaligen Vorwerks Pöhsig | Alte Poststraße 1 (Karte) | Mitte 19. Jahrhundert | Die stattlichen Gebäude sind von ortsgeschichtlicher Bedeutung. Das Wohnhaus mit 3:3 Achsen ist ein Bruchsteinbau mit Putzresten, im Erdgeschoss und Obergeschoss Sandsteinfenstergewände, Gurtband, die Ecken aus Sandsteinquadern, am Wohnhaus im Obergeschoss Blendokuli, im Erdgeschoss Segmentbogen-Sandsteintürgewände zugemauert, im Giebel rundbogige Zwillingsfenster. Das Seitengebäude ist ein winkliger Anbau, Bruchsteinbau mit Putzresten, Sandsteingewände, Drempel, Segmentbogen-Einfahrt und Satteldach. | 08959171 |

## Prositz
| Bild                                    | Bezeichnung                                                                   | Lage                 | Datierung                                                                      | Beschreibung | ID       |
| --------------------------------------- | ----------------------------------------------------------------------------- | -------------------- | ------------------------------------------------------------------------------ | --- | -------- |
| Direkt Bild zu diesem Denkmal hochladen | Zwei Seitengebäude (eines mit Kumthalle) und Eiskeller eines Vierseithofes    | Dorfstraße 1 (Karte) | 2. Hälfte 19. Jahrhundert (Seitengebäude); bezeichnet mit 1893 (Seitengebäude) | Die weitgehend original erhaltenen, zeit- und landschaftstypische Gebäude sind baugeschichtlich und wirtschaftsgeschichtlich von Bedeutung. Das erste Seitengebäude aus 6:2 Achsen ist im Erdgeschoss massiv mit Sandsteinfenstergewänden, im Obergeschoss Fachwerk, originale Fenster, die Giebel massiv, am Giebel bezeichnet mit „A.W. 1893“. Das zweite Seitengebäude ist im Erdgeschoss massiv, zweijochige Kumthalle, im Obergeschoss Fachwerk, teils Lehmgefache, teils ausgemauert, die Giebel massiv, das Dach als Satteldach.                                            | 08959165 |
| Direkt Bild zu diesem Denkmal hochladen | Wohnstallhaus, Seitengebäude und Scheune sowie Torpfeiler eines Vierseithofes | Dorfstraße 4 (Karte) | Bezeichnet mit 1862                                                            | Ein zeittypisches Beispiel der historischen Dorferneuerung des 19. Jahrhunderts, baugeschichtlich und wirtschaftsgeschichtlich von Bedeutung. Das Wohnstallhaus in 8:3 Achsen ist im Erdgeschoss massiv, das Obergeschoss Fachwerk, originale Fenster, die Giebel massiv, Satteldach. Das Seitengebäude ist im Erdgeschoss massiv, Sandsteinfenstergewände, große Toreinfahrt, im Obergeschoss Fachwerk, Ladeluke, Satteldach, mit einem Taubenschlag in Fachwerkkonstruktion, zwei Tordurchfahrten und eine Toreinfahrt, das Dach als Satteldach, die Giebel mit Schlitzfenstern. | 08959166 |

## Ragewitz
| Bild           | Bezeichnung | Lage                   | Datierung | Beschreibung | ID       |
| -------------- | --- | ---------------------- | --- | --- | -------- |
| Weitere Bilder | Rittergut Ragewitz (Sachgesamtheit) | Schulberg 4, 6 (Karte) | 19. Jahrhundert | Sachgesamtheit Rittergut Ragewitz, mit folgenden Einzeldenkmalen: Herrenhaus (Nr. 4), drei Grabsteine und zwei Gedenksteine im Gutspark (Verfassungsgedenkstein, Gartenbaugedenksäule – sogenannte Mönchsäule) und Teile der Einfriedung (08959167) sowie Gutspark (Gartendenkmal) und folgendem Sachgesamtheitsteil: Wirtschaftsgebäude (Nr. 6); Herrenhaus mit wirkungsvoll gegliederter Putzfassade des 19. Jahrhunderts, baugeschichtlich, ortsgeschichtlich und landschaftsgestaltend von Bedeutung. Die Parkanlage wurde durch Georg von Schleinitz (1464–1501) angelegt, der jetzige Park wurde um 1850 erneuert, im Park Original der Gartenbaugedenksäule (sog. Mönchsäule) Georg von Schleinitz von seinem ältesten Sohn Johann (Bischof von Meißen) gewidmet, datiert auf 1520, ein runder profilierter Sandsteinsockel, darauf eine Sandsteinsäule mit Nische. Darin die plastische Darstellung eines Ritters vor Christus mit Marterinstrumenten. Der Verfassungsgedenkstein im Park ist datiert auf 1831 und ist ein einen Meter hoher Sandsteinkubus mit der Inschrift: „Anton König und Friedrich August Mitregent von Sachsen vereinigten sich mit den getreuen Ständen zu neuer Verfassung des Staates am vierten September 1831“. Das eingeschossige, lang gestrecktes Wirtschaftsgebäude mit Dachhäuschen wurde in den 1950er Jahren umgebaut. | 09302233 |
| Weitere Bilder | Herrenhaus (heute Schule), drei Grabsteine und zwei Gedenksteine im Gutspark (Verfassungsgedenkstein, Gartenbaugedenksäule – sog. Mönchsäule) und Teile der Einfriedung (Einzeldenkmale der Sachgesamtheit 09302233) | Schulberg 4 (Karte)    | 1850 (Herrenhaus); 19. Jahrhundert, im Kern wohl älter (Gutspark); bezeichnet mit 1520 (Gartenbau-Gedenksäule); bezeichnet mit 1831 (Verfassungsgedenkstein) | Einzeldenkmale der Sachgesamtheit Rittergut Ragewitz. Das Herrenhaus mit wirkungsvoll gegliederter Putzfassade aus dem 19. Jahrhundert ist von ortsgeschichtlicher und baugeschichtlicher Bedeutung. Das Herrenhaus ist ein zweigeschossiger Putzbau mit Putznutung im Erdgeschoss, die Eckbetonung erfolgt durch flache Putzquader, profiliertes Gurtgesims, im Obergeschoss Putzgliederung durch flache Pilaster an den Ecken und zwischen einigen Fenstern, profilierte Fenstergewände in beiden Geschossen, profiliertes Kranzgesims, Walmdach mit drei Dachhäuschen, Kastenfenster, originale Tür mit Ziersprossung, Sandsteinstufen vor Eingangsbereich, an der Frontseite zwei Wappen im Obergeschoss. Im Park befindet sich ein Verfassungsgedenkstein datiert auf 1831, ein einen Meter hoher Sandsteinkubus mit der Inschrift: „Anton König und Friedrich August Mitregent von Sachsen vereinigten sich mit den getreuen Ständen zu neuer Verfassung des Staates am vierten September 1831“. Die Parkanlage wurde durch Georg von Schleinitz (1464–1501) angelegt, im Park das Original der Gartenbaugedenksäule (sog. Mönchsäule), Georg von Schleinitz von seinem ältesten Sohn Johann (Bischof von Meißen) gewidmet, datiert auf 1520, ein runder profilierter Sandsteinsockel, darauf die Sandsteinsäule mit Nische, darin die plastische Darstellung eines Ritters vor Christus mit Marterinstrumenten. Die Einfriedung ist eine verputzte Bruchsteinmauer mit zwei Torpfeilern aus Sandsteinquadern, das Tor ist schmiedeeisern, zweiflügelig, gut erhalten – ist jedoch kein Original aus Ragewitz, das Tor stammt ursprünglich aus Riesa (Mitteilung der Gemeinde vom 12. Juni 2012). | 08959167 |

## Seerhausen
| Bild                                    | Bezeichnung | Lage                        | Datierung                                                                       | Beschreibung | ID       |
| --------------------------------------- | --- | --------------------------- | ------------------------------------------------------------------------------- | --- | -------- |
| Weitere Bilder                          | Meilenstein | Dorfstraße (Karte)          | Um 1860                                                                         | Königlich-Sächsischer Meilenstein. Ein Zeugnis der Neuvermessung der Poststraßen im Königreich Sachsen um 1860, verkehrsgeschichtlich bedeutend. Der Königlich-Sächsische Meilenstein zeigt auf beiden Seiten Krone und Inschrift (Oschatz 1, 21 M, Meißen 3,00 M usw.). Als Ganzmeilenstein errichtet, besteht er aus einer Sandsteinstele mit flachem Sockel und halbrund endendem Abschluss. Die königlich-sächsischen Meilensteine waren Nachfolger der kursächsischen Postmeilensäulen. Am 1. September 1858 begann der Straßenbau-Ingenieur Wilke mit der Neuvermessung der sächsischen Straßen. Diese Neuvermessung bildete die Grundlage für die Einführung des neuen Vermessungssystems. Dieses umfasste Stationssteine, Ganzmeilensteine/Meilensteine, Halbmeilensteine, Abzweigsteine und Grenzübergangssteine. Offenbar trugen alle Steine ursprünglich Kronen (auf beiden Seiten). Entsprechend ihrer Funktion unterschieden sich Form und Beschriftung. Die Stationssteine fanden am Anfang und am Ende von Poststrecken Aufstellung. Auf ihnen waren die Namen und die Entfernung der an der Strecke liegenden Städte verzeichnet. Die Meilensteine standen unmittelbar an der Straße. Auf der einen Seite des Steins stand Name und Entfernung des Ausgangsortes und auf der anderen Name und Entfernung des Ortes am Ende der Poststrecke. Die Halbmeilensteine sollten den Streckenverlauf kennzeichnen. Eine Beschriftung dieser kleinsten Steine war nicht üblich. Abzweigsteine standen an Abzweigungen von der Hauptroute und trugen in der Regel nur den Namen der nächsten Poststation ohne Entfernungsangabe. Auf den Grenzübergangssteinen war die Bezeichnung „Königreich Sachsen“ verzeichnet. Auf der anderen Seite enthielten diese Ortsnamen und Entfernungen. Zwischen Stationssteinen und Ganzmeilensteinen betrug der Abstand 1 Meile (das entspricht 7,5 km). Demnach bestand der Abstand zwischen Stationsstein und Halbmeilenstein und zwischen Halbmeilenstein und Ganzmeilenstein ½ Meile= 3,75 km. Seit 1875 galt im gesamten Deutschen Reich (also auch im Königreich Sachsen) das Meter als offizielles Längenmaß. Die Steine wurden aus diesem Grund vielfach auf das neue Maß umgeändert. Alle Steine wurden aus Sandstein hergestellt. Bei den königlich-sächsischen Meilensteinen handelt es sich um bedeutsame Dokumente/Zeugnisse der Landesvermessung in der zweiten Hälfte des 19. Jahrhunderts. Sie waren Teil eines Systems, dass sich noch heute an vielen Stellen nachvollziehen lässt. Die Denkmaleigenschaft ergibt sich demnach aus der geschichtlichen, respektive landes- und vermessungsgeschichtlichen Bedeutung. | 09306389 |
| Direkt Bild zu diesem Denkmal hochladen | Wohnhaus | Dorfstraße 14 (Karte)       | 1. Hälfte 19. Jahrhundert                                                       | Das Fachwerk-Wohnhaus als zeit- und landschaftstypisches Gebäude an der Dorfstraße ist baugeschichtlich von Bedeutung. Im Erdgeschoss massiv, das Obergeschoss Fachwerk, die Giebel massiv, an der Rückseite einriegeliges Fachwerk, Satteldach. | 08959189 |
| Direkt Bild zu diesem Denkmal hochladen | Wohnhaus | Dorfstraße 18 (Karte)       | Mitte 19. Jahrhundert                                                           | Ein weitgehend original erhaltener Bau in straßenbildprägender Lage, baugeschichtlich von Bedeutung. Im Erdgeschoss massiv, das Obergeschoss Fachwerk, die Giebel massiv, historische Fenster, historisches Türblatt, Rückseite massiv, ein Sandsteingewände noch erhalten, das Dach als Krüppelwalmdach. | 08959188 |
| Direkt Bild zu diesem Denkmal hochladen | Scheune eines ehemaligen Dreiseithofes                                                                                                   | Dorfstraße 24 (Karte)       | 19. Jahrhundert                                                                 | Der verputzte Massivbau ist baugeschichtlich und wirtschaftsgeschichtlich von Bedeutung. Die Scheune ist ein eingeschossiger Putzbau mit einfacher Putzgliederung, Segmentbogentoreinfahrt, und Satteldach. Das Wohnstallhaus war im Erdgeschoss massiv, das Obergeschoss Fachwerk, die Giebel massiv, 3:5 Achsen, im Giebel rundbogige Zwillingsfenster, Dachüberstand, das Dach als Satteldach, originale Fenster. Das Seitengebäude war ein zweigeschossiger Putzbau mit Sandsteinfenstergewänden im Erdgeschoss, Sandsteintürgewände, im Obergeschoss Putzfaschen, einfache Putzgliederung, das Dach als Satteldach. Abbruchgenehmigung Seitengebäude und Scheune (2001/3/36/356), Wohnstallhaus und Seitengebäude nach 2001 abgebrochen. | 08959187 |
| Direkt Bild zu diesem Denkmal hochladen | Straßenbrücke über die Jahna | Dorfstraße 31 (bei) (Karte) | 19. Jahrhundert                                                                 | Die Steinbogenbrücke ist verkehrsgeschichtlich und technikgeschichtlich von Bedeutung. Eine einbogige Sandsteinquaderbrücke, die Brüstung aus Bruchstein, zum Teil verputzt, die Abdeckplatten bestehen aus Sandstein. | 08959185 |
| Direkt Bild zu diesem Denkmal hochladen | Wohnhaus | Dorfstraße 33 (Karte)       | Mitte 19. Jahrhundert                                                           | Das Fachwerk-Wohnhaus ist Teil der alten Ortsstruktur baugeschichtlich von Bedeutung. Das Erdgeschoss massiv, im Obergeschoss Fachwerk, die Giebel massiv, Dachüberstand, das Dach als Krüppelwalmdach. | 08959184 |
| Direkt Bild zu diesem Denkmal hochladen | Ehemalige Schmiede mit technischer Ausstattung (heute Traditionsschmiede)                                                                | Dorfstraße 41 (Karte)       | 1835                                                                            | Als Teil der alten Ortsstruktur baugeschichtlich, technikhistorisch und ortsgeschichtlich von Bedeutung. Ein eingeschossiger breitgelagerter Putzbau mit Kranzgesims, an der Giebelseite eine rundbogige Toreinfahrt, ein hohes einseitiges Krüppelwalmdach, teils Satteldach, ehemals als Gemeindeamt genutzt, heute (2011) von der Feuerwehr genutzt. | 08959183 |
| Direkt Bild zu diesem Denkmal hochladen | Mühlenturm mit angebautem Wohnteil (Jahnatalmühle)                                                                                       | Dorfstraße 45 (Karte)       | Bezeichnet mit 1846                                                             | Der Wohnteil im Obergeschoss aus Fachwerk und mit Krüppelwalmdach, der in jüngerer Zeit umgebaute und aufgestockte Mühlentrakt sachlich gestaltet, ortsgeschichtlich und technikgeschichtlich von Bedeutung. Der Wohnteil ist im Erdgeschoss massiv, Sandsteingewände, im Türsturz bezeichnet mit „C.S.B. 1846“, das Obergeschoss Fachwerk, das Dach als Krüppelwalmdach. Der Mühlentrakt ist ein viergeschossiger Putzbau in drei Achsen, im ersten Obergeschoss eine Ladeluke, das Dach als Satteldach. | 08959146 |
|                                         | Kirche (ehemalige Schlosskapelle, mit Ausstattung) und Kriegerdenkmal für die Gefallenen des Ersten Weltkrieges vor der Kirche           | Dorfstraße 49 (Karte)       | Bezeichnet mit 1677–1679, später überformt (Kirche); nach 1918 (Kriegerdenkmal) | Eine Kapelle im Stil der Renaissance, im 19. Jahrhundert im historistischen Stil überformt, baugeschichtlich und ortsgeschichtlich von Bedeutung. Die Kirche ist ein eingeschossiger Putzbau mit Mäandergurtband zwischen den Fenstern, an der Frontseite drei große Rundbogenfenster, Florentiner Neorenaissanceornamentik an den Fenstergewänden, ein Rundbogenfries unter profiliertem Kranzgesims, dreiseitiger Chorschluss, ein hohes Walmdach mit Biberschwanz-Kronendeckung, das Türportal auf zwei Säulen, im Dreiecksgiebel ein Sonnenmotiv, Bekrönung durch ein steinernes Kreuz, originales Türblatt. Das Kriegerdenkmal ist ein ca. 1,5 Meter hoher Sandsteinkubus auf einem Sandsteinsockel mit Inschrift „Für die Ehre des Vaterlandes kämpften und starben 1914–1918“ und den Namen der Gefallenen (?), ein Relief mit gekreuzten Schwertern und Eichenlaub, im Garten eine Rasenfläche mit Bepflanzung. | 08959181 |
| Direkt Bild zu diesem Denkmal hochladen | Wohnhaus | Dorfstraße 59 (Karte)       | Mitte 19. Jahrhundert                                                           | Das Fachwerkgebäude als erhaltenes Zeugnis ländlichen Lebens in prägnanter Straßenlage ist baugeschichtlich von Bedeutung. Im Erdgeschoss massiv mit Garageneinbau, im Obergeschoss Fachwerk, originale Fenster, Giebel massiv mit Rundbogenfenster, Krüppelwalmdach, Rückseite Frackdach, Dachüberstand. | 08959191 |
| Weitere Bilder                          | Meilenstein | Riesaer Straße (Karte)      | Um 1860                                                                         | Königlich-Sächsischer Meilenstein. Der Halbmeilenstein mit Kronen ist ein Zeugnis der Neuvermessung der Poststraßen im Königreich Sachsen um 1860, verkehrsgeschichtlich bedeutend. | 09306392 |
| Direkt Bild zu diesem Denkmal hochladen | Schlosspark Seerhausen (Sachgesamtheit)                                                                                                  | Zum Park (Karte)            | 1695; 1744                                                                      | Sachgesamtheit Schlosspark Seerhausen, mit folgenden Einzeldenkmalen: zwei Skulpturen, zwei Steinbänke, eine Sandsteinbogenbrücke und Reste der Einfriedungsmauer (08959182) sowie der Schlosspark des ehemaligen Rittergutes (Gartendenkmal). Das Schloss zum Rittergut wurde nach der Enteignung der Familie von Fritzsch im Jahr 1949 gesprengt. | 09302367 |
|                                         | Zwei Skulpturen, zwei Steinbänke, eine Sandsteinbogenbrücke und Reste der Einfriedungsmauer (Einzeldenkmale der Sachgesamtheit 09302367) | Zum Park (Karte)            | 18. Jahrhundert (Einfriedung); 19. Jahrhundert (Fußgängerbrücke)                | Einzeldenkmale der Sachgesamtheit Schlosspark Seerhausen. Im Park befinden sich heute zwei Muschelkalkskulpturen (Kopien, die Originale befinden sich in den Staatlichen Kunstsammlungen): - 1. Frau mit antikisierendem Gewand sowie Weinkelch und Weinkrug - 2. Bacchus (o. ä) mit Weinlaubbekrönung, drapiertes Gewand schambedeckend, in den Händen Weinkelch mit Weinkrug, unter dem Krug Löwenkopf neben den Skulpturen „Bacchus“ und „Frau mit antikisierendem Gewand“ gab es noch eine Skulptur des „Chronos“ (1705 von Permoser geschaffen), die jetzt als Dauerleihgabe im Palais im Großen Garten zu Dresden steht, erhalten hat sich nur das Postament (heute auch nicht mehr im Park), Vase mit Figurenfries (bacchantisches Treiben, reich verziert, antikisierende Gewänder) als Blumenkübel vor dem Mühlengebäude Nummer 45 (vorher auf besagtem Postament im Park aufgestellt), zwei Muschelkalkbänke, einbogige Brücke aus Sandsteinquadern (19. Jahrhundert), Einfriedungsmauer mit barocken Elementen im südlichen Teil des Parks. | 08959182 |

## Staucha
| Bild                                    | Bezeichnung | Lage                                       | Datierung                                                               | Beschreibung | ID       |
| --------------------------------------- | --- | ------------------------------------------ | ----------------------------------------------------------------------- | --- | -------- |
|                                         | Spritzenhaus | Bergstraße (Karte)                         | Nachträglich bezeichnet mit 1777                                        | Als Zeugnis des historischen Brandschutzes und der Feuerabwehr im Ort ist das Gebäude ortsgeschichtlich von Bedeutung. Ein einfacher Rechteckbau aus Sandsteinquadern, verputzt, die Schlitzfenster mit Sandsteingewänden, ein hölzernes Doppelflügeltor, das Dach als Walmdach zum Teil Biberschwanzdeckung. | 08959157 |
|                                         | Johanneskirche und Kirchhof Staucha (Sachgesamtheit) | Bergstraße 2 (Karte)                       | 1861–1863                                                               | Sachgesamtheit Johanneskirche und Kirchhof Staucha, mit folgenden Einzeldenkmalen: Kirche, Kriegerdenkmal für die Gefallenen des Ersten Weltkrieges, drei Grabmale und eine Grabanlage auf dem Kirchhof, drei Grabmale auf dem Friedhof, Nebengebäude und Einfriedungsmauer mit Treppenanlage und Kirchhofstor (08959151) sowie folgenden Sachgesamtheitsteilen: Kirchhof und Friedhof inklusive Grüngestaltung (Gartendenkmal). Die imposante neogotische Basilika mit hohem Westturm und zwei niedrigeren Türmen am Ostschluss und großem Kirchhof mit benachbartem Friedhof sind Zeugnisse mit orts-, bau- und kunstgeschichtlicher sowie ortsbildprägender Qualität. Die Kirchhofseinfriedung ist eine verputzte Bruchsteinmauer mit Treppenaufgängen und vier Torpfeilern am Haupteingang. Das Kriegerdenkmal auf dem Kirchhof ist eine gedrungene Granitsäule über getrepptem Sockel, Namenstafeln über Kranzdocken, oktogonaler Aufsatz mit Reliefs vom Eisernen Kreuz und Datierung, eine Adlerplastik in Galvanotechnik als Bekrönung. Auf dem Kirchhof befinden sich folgende Grabmale: Reste eines dreizonigen Wandgrabmals, in der Mitte Relief einer Kreuz tragenden Frau, Mitte 19. Jahrhundert, zwei spätklassizistische Grabmale, um 1820, Grabanlage der Familie Müller mit Einfriedung. Die Friedhofserweiterung mit folgenden Grabmalen: Grabmal Hans Joachim Dieroitz (?), 1908–1918 (?), Naturstein, in der Mitte Relief mit Kinder segnendem Christus, Wandgrabmal: Ädikula mit Säulen, Inschrift verwittert, Ende 19. Jahrhundert, neogotisches Wandgrabmal Gustav Reinhold Kopp (1827–1891), in der Mitte Christusfigur. | 09302372 |
|                                         | Kirche (mit Ausstattung), Kriegerdenkmal für die Gefallenen des Ersten Weltkrieges, drei Grabmale und eine Grabanlage auf dem Kirchhof, drei Grabmale auf dem Friedhof, Nebengebäude und Einfriedungsmauer mit Treppenanlage und Kirchhofstor (Einzeldenkmale der Sachgesamtheit 09302372) | Bergstraße 2 (Karte)                       | 1861–1863 (Kirche, Kanzel und Taufe); 1863 (Orgel); 1810–1855 (Grabmal) | Einzeldenkmale der Sachgesamtheit Johanneskirche und Kirchhof Staucha. Die imposante neogotische Basilika mit hohem Westturm und zwei niedrigeren Türmen am Ostschluss, großer Kirchhof mit benachbartem Friedhof sind Zeugnisse mit orts-, bau- und kunstgeschichtlicher sowie ortsbildprägender Qualität. Evangelische Johanneskirche. Die stattliche neugotische Basilika ist auf einem slawischen Burgwall gelegen, der Neubau erfolgte 1861–63 von Christian Friedrich Arnold, Decke und Ausmalung durch Theodor Quentin. Eine Restaurierung erfolgte in den Jahren 1986/87. Ein verputzter Bau mit dreiseitig geschlossenem Chor und Satteldach, über dem Chor abgewalmt. Spitzbogiges Westportal mit Wimperg. Der Turm ist vierfach gegliedert, das Obergeschoss achtseitig, unterhalb des Turmdachs eine umlaufende Steinbrüstung (1986 wurde eine zweite entfernt), zwei niedrige Türme am Ostschluss. Im Inneren eine flache Holzdecke, die eingeschossigen Emporen sind in die Seitenschiffe eingezogen. Der Chor mit einjochigem Kreuzgratgewölbe ist durch einen Triumphbogen vom Mittelschiff getrennt, der gewölbte dreiseitige Chorschluss mit tiefen Kappen zwischen Graten. Die historistische Ausstattung aus der Erbauungszeit ist geschlossen erhalten und besteht aus Kanzel, Taufe, Messingleuchter (moderne Nachfertigung), Fenster. Flügelaltar, die Gemälde von Carl Gottlieb Peschel: Predella mit Darstellung des Abendmahls (links außen Porträt des Architekten Arnold), Mitteltafel mit Darstellung der Kreuzigung (rechts vom Kreuz Porträt Ludwig Richters), auf den Flügeln Christi Geburt, Auferstehung Christi. Eine Große Kohl-Orgel in neugotischem Gehäuse von 1863, Umbau 1869/70 durch Franz Emil Keller und Gottfried Hildebrandt. | 08959151 |
| Direkt Bild zu diesem Denkmal hochladen | Wohnhaus mit Seitengebäude und zwei Torpfeilern als Hofeinfahrt (sogenanntes Altes Kaufhaus) | Bergstraße 3 (Karte)                       | Ende 18. Jahrhundert                                                    | Ein zweigeschossiger Putzbau mit Korbbogenportal und Mansarddach, als stattlicher Teil der historischen Dorfbebauung um Kirche und Rittergut baugeschichtlich und ortsbildprägend von Bedeutung. Der zweigeschossige Putzbau ist im Erdgeschoss leicht verändert, ein stichbogiger Türstock mit Schlussstein und gerader Gesimsverdachung, ein flacher dreiachsiger Mittelrisalit, die Fenstergewände auf Rückseite und im Obergeschoss aus Sandstein, profiliertes Kranzgesims, das Dach als Mansarddach mit modernen Dachfenstern. Die Rückseite mit Freitreppe und stichbogigem Eingang in Sandsteingewände mit Keilstein, bauzeitliche Fenstervergitterung an zwei Fenstern. Ein kleines Seitengebäude als zweistöckiger Putzbau mit schlichter Putzgliederung, das Dach als Walmdach. Eine bauzeitliche Holztür mit zierverglastem Oberlicht, die Torpfeiler aus Bruchstein mit profilierter Abdeckplatte. | 08959155 |
|                                         | Wohnhaus (ehemals Diakonat) mit Sonnenuhr, Seitengebäude und Einfriedungsmauer | Kirchstraße 1 (Karte)                      | Bezeichnet mit 1838                                                     | Ein stattlicher Bestandteil der Dorfstruktur um Kirche und Rittergut mit orts- und baugeschichtlichem Wert. Ein zweigeschossiger stattlicher Putzbau mit Sandsteinfenstergewänden und erneuerten Sprossenfenstern, das Erdgeschoss mit hölzernen Schlagläden, ein einfacher Sandstein-Türstock mit Gesimsverdachung, großer Sonnenuhr und Datierung, profiliertes Traufgesims, das Dach als Krüppelwalmdach mit Biberschwanzdeckung und Fledermausgaupen. | 08959150 |
| Direkt Bild zu diesem Denkmal hochladen | Wohnstallhaus (ohne Anbauten) eines Pfarrhofes, mit Einfriedungsmauer und Torpfeilern sowie den Resten des Pfarrhauses | Kirchstraße 2 (Karte)                      | Bezeichnet mit 1816                                                     | Ein charakteristisches Zeugnis der historischen Ortsstruktur, baugeschichtlich und ortsgeschichtlich von Bedeutung. Im Erdgeschoss massiv, Sandsteinfenstergewände, drei stichbogige Türen mit Schlusssteinen aus Sandstein, der mittlere bezeichnet mit „1816“ und mit dem Relief eines Hahnes, das Obergeschoss Fachwerk, die Fenster leicht vergrößert, das Dach als Satteldach. Die Einfriedung bestehend aus einer ca. 1 m hohen verputzten Bruchsteinmauer mit abgerundeter Mauerkrone, zwei Torpfeiler aus Sandsteinquadern. Der Keller und Bruchsteinsockel mit ehemaligen Sohlbänken des 1945 durch Russenbeschuss zerstörten Pfarrhauses. | 08959149 |
| Direkt Bild zu diesem Denkmal hochladen | Transformatorenhäuschen | Kirchstraße 3 (neben) (Karte)              | 1. Hälfte 20. Jahrhundert                                               | Ein einfaches Zeugnis der dörflichen Entwicklung mit bauhistorischer und technikgeschichtlicher Relevanz. Ein quadratischer Putzbau, das Krüppelwalmdach mit Biberschwanzdeckung als Zwischendach, darauf ein verschieferter turmartiger Aufbau mit Zeltdach. | 08959148 |
| Weitere Bilder                          | Gedenkstein (Nonnenstein) | Lommatzscher Straße (Karte)                | 17. Jahrhundert                                                         | Ein 40 cm hoher, unregelmäßiger Natursteinkubus ohne Inschrift, ortsgeschichtlich von Bedeutung. | 08959216 |
| Direkt Bild zu diesem Denkmal hochladen | Wohnhaus eines Zweiseithofes mit Hangkeller | Riesaer Straße 3 (Karte)                   | Erste Hälfte 19. Jahrhundert                                            | Als Teil der alten Ortsstruktur mit sozial- und bauhistorischem Wert. Ein zweigeschossiger Putzbau mit einfacher Gliederung durch Ecklisenen und Gurtbänder, Sandsteinfenstergewände, die Fenster mit Winterverglasung, das Dach als Satteldach, an der rechten Traufseite ein Anbau einer schmalen Abseite unter einem Schleppdach, im Hang ein stichbogiger Kellereingang aus Ziegel, der Keller ist überwölbt. | 08959160 |
| Direkt Bild zu diesem Denkmal hochladen | Wohnhaus, ehemalige Schule, mit Einfriedung | Riesaer Straße 12 (Karte)                  | Mitte 18. Jahrhundert                                                   | Als stattlicher Teil der alten Dorfstruktur mit bauhistorischer Bedeutung und in gutem Originalzustand, zweite Schule des Ortes. Das Erdgeschoss massiv aus verputzten Sandsteinquadern, die Fenster und die Tür jüngst verändert, im Obergeschoss Fachwerk, die Giebel massiv, zum Teil originale Fenster mit Winterverglasung, das Dach als Krüppelwalmdach. Die Einfriedung ist eine Bruchsteinmauer mit Holztür zwischen Pfeilern aus Sandsteinquadern. | 08959153 |
| Direkt Bild zu diesem Denkmal hochladen | Wohnhaus (mit Anbau) eines Häusleranwesens | Riesaer Straße 14 (Karte)                  | Erstes Viertel 19. Jahrhundert                                          | Als zeit- und landschaftstypisches Zeugnis der historischen Dorfstruktur, von bauhistorischer und ortsbildprägender Relevanz, weitgehend authentisch erhalten. Das Gebäude ist ein Kulturdenkmal aus geschichtlichen Gründen. Bauhistorisch verkörpert es zum einen für die Nachwelt die Formen und Materialien seiner Entstehungszeit (1. Viertel 19. Jahrhundert). Es handelt sich um ein Exemplar der einst für die Region typischen kleinen Häusleranwesen in Mischbauweise (Bruchstein/Fachwerk/Lehm). In einer gewandelten Umgebung gibt es weiterhin Zeugnis vom einstigen Ortsbild Stauchas, das man sich, einmal abgesehen von den Leitbauten des Ortes (Kirche, Pfarre und Rittergut) als eine Ansammlung zumeist vergleichbarer Häuser dieses Typs vorstellen muss. Da das Haus geringe Veränderungen seines ursprünglichen Aussehens erfuhr, ist sein für die Denkmalwürdigkeit erforderlicher Dokumentationswert gegeben. An seinem Erhalt besteht ein öffentliches Interesse. | 08959154 |
| Direkt Bild zu diesem Denkmal hochladen | Wohnhaus, ehemalige Schule | Schulstraße 5 (Karte)                      | 1. Hälfte 18. Jahrhundert                                               | Das Haus ist als Teil des Ensembles um die Kirche ortsgeschichtlich von Bedeutung. Ein zweigeschossiger Putzbau in 3:10 Achsen, Sandsteinfenstergewände und erneuerte Kreuzstockfenster, zwei geohrte Türstöcke aus Sandstein, das Dach als Krüppelwalmdach mit Biberschwanzdeckung, auf der Rückseite befindet sich ein stichbogiger Eingang mit geputztem Gewände. | 08959152 |
| Weitere Bilder                          | Rittergut Staucha (Sachgesamtheit) | Thomas-Müntzer-Platz 1, 2, 7, 8, 9 (Karte) | 18. Jahrhundert                                                         | Sachgesamtheit Rittergut Staucha mit folgenden Einzeldenkmalen: Herrenhaus (Nr. 2), ein Wirtschaftsgebäude (Nr. 8 und 9), Scheune (Nr. 7), Gutsverwalterhaus mit Remise (Nr. 1), Hofpflasterung und Hangmauer mit Keller eines Rittergutes (08959147) sowie der Gutspark (Gartendenkmal). Das Herrenhaus ist ein Barockbau mit Mansarddach und zweiarmiger Freitreppe, als repräsentative Zeugnisse feudaler Wohn- und Wirtschaftsstrukturen mit ortshistorischer, baukünstlerischer und baugeschichtlicher Bedeutung. | 09302348 |
| Weitere Bilder                          | Herrenhaus (Nr. 2), ein Wirtschaftsgebäude (Nr. 8/9), Scheune (Nr. 7), Gutsverwalterhaus mit Remise (Nr. 1), Hofpflasterung und Hangmauer mit Keller eines Rittergutes (Einzeldenkmale der Sachgesamtheit 09302348)                                                                        | Thomas-Müntzer-Platz 1, 2, 7, 8, 9 (Karte) | Bezeichnet mit 1753                                                     | Einzeldenkmale der Sachgesamtheit Rittergut Staucha. Die Gebäude sind repräsentative Zeugnisse feudaler Wohn- und Wirtschaftsstrukturen mit ortshistorischer, baukünstlerischer und baugeschichtlicher Bedeutung. Das ehemalige Herrenhaus, heute Wohnhaus (Thomas-Müntzer-Platz 2) ist ein eingeschossiger, elfachsiger Barockbau mit ausgebautem Mansarddach, und wurde in den Jahren 1753–56 errichtet. Das Rittergut ist ein zweigeschossiger Putzbau in 11:5 Achsen, mit flachem dreiachsigem Mittelrisalit und erneuerter Sandsteinfreitreppe, reiches Portalgewände mit Allianzwappen, Datierung und Schweifverdachung, Sandsteinfenstergewände, Fassadengliederung durch gemalte Eckpilaster und Spiegelfelder in Trompe-l'oeil-Technik, neue Kreuzstockfenster, mächtiges Mansarddach mit drei stehenden Dachgaupen über dem Mittelrisalit. Im Innern eine Treppenhalle mit vier Pfeilern und Kreuzgratgewölben, anstoßendes breites Treppenhaus aus Sandstein mit originalem, durchbrochenem Steingeländer und einfacher bauzeitlicher Stuckdecke, einfache Stuckdecken des 19. Jahrhunderts in den Wohnräumen, zum Teil Ofennischen, Wirtschaftsgebäude (Nummer 8, Flurstück 292/1): eingeschossiger Putzbau, Sandsteinfenstergewände, Mansarddach mit Schleppgaupen, im Innern dreischiffiger, 13-jochiger Kuhstall, auf Granitpfeilern Kreuzgratgewölbe mit Gurtbögen, vorderer Bauteil zum Herrenhaus zweigeschossig mit Fachwerk-Obergeschoss und hohem Krüppelwalmdach, Scheune (Nummer 7, Flurstück 292/3): langgestreckter Bruchsteinbau, verputzt, zwei korbbogige Tenneneinfahrten heute zugesetzt, hohes Krüppelwalmdach, Wohnhaus mit Remise (Nummer 1, Flurstück 287/2): schlichter zweigeschossiger Putzbau mit Sandsteinfenster- und -türgewänden, bzw. im Obergeschoss aus Gussstein, einfache Putzgliederung durch Ecklisenen und Gurtband, Krüppelwalmdach, angebaute Remise als eingeschossiger Bruchsteinbau mit großen Holztoren, verformtes Satteldach, Hangmauer mit Keller (Flurstück 287/1): hinter dem Herrenhaus hohe Bruchsteinmauer zur Hangsicherung mit überwölbtem Kellerhals, Treppe und spitzbogigem Türgewände und gewölbtem Keller, Hoffläche mit Granit-Basalt-Kopfsteinpflaster. | 08959147 |

### Ehemalige Denkmäler (Staucha)
| Bild                                    | Bezeichnung                            | Lage                      | Datierung                 | Beschreibung | ID       |
| --------------------------------------- | -------------------------------------- | ------------------------- | ------------------------- | --- | -------- |
| Direkt Bild zu diesem Denkmal hochladen | Wohnhaus und Scheune eines Bauernhofes | Riesaer Straße 5 (Karte)  | 18. Jahrhundert           | Als Teil der historischen Dorfbebauung von wirtschaftsgeschichtlicher und baugeschichtlicher Bedeutung. Das Wohnhaus ist im Erdgeschoss massiv, die Fenster verändert, das Obergeschoss verputztes Fachwerk, die Fenster in historischer Größe. Die Giebelwand massiv, das Dach als Satteldach. Die Scheune ist im vorderen Teil massiv, mit Lüftungsgittern in Okuli, der größere Teil Fachwerk, gezapft (teils Lehmgefache, teils ausgeziegelt), zum Hof verbrettert, das Dach als Satteldach. 2020 abgerissen. | 08959159 |
| Direkt Bild zu diesem Denkmal hochladen | Wohnhaus                               | Riesaer Straße 21 (Karte) | 1. Hälfte 19. Jahrhundert | Das weitgehend original erhaltene Gebäude ist ein Zeugnis ländlicher Siedlungsform von bauhistorischem Wert. Im Erdgeschoss massiv, das Obergeschoss verputztes Fachwerk, originale Fenstergröße mit historischen Fenstern, die Giebel massiv, das Dach als Krüppelwalmdach, Fensterläden im Obergeschoss, hölzernes Türgewände mit bauzeitlicher Tür. Vor dem Haus steht ein Birnbaum. Zwischen 2009 und 2013 abgerissen.                                                                                        | 08959162 |

## Steudten
| Bild                                    | Bezeichnung                                                                                             | Lage                  | Datierung                                                                | Beschreibung | ID       |
| --------------------------------------- | --- | --------------------- | ------------------------------------------------------------------------ | --- | -------- |
| Direkt Bild zu diesem Denkmal hochladen | Wohnstallhaus und Seitengebäude eines ehemaligen Dreiseithofes, mit zwei Torpfeilern und Hofpflasterung | Teichstraße 1 (Karte) | Bezeichnet mit 1817 (Wohnstallhaus); bezeichnet mit 1818 (Seitengebäude) | Ein weitgehend authentisch erhaltenes Gebäude des denkmalreichen Ortsteils, baugeschichtlich und wirtschaftsgeschichtlich von Bedeutung. Das Wohnstallhaus ist zweigeschossiger Putzbau mit Sandsteinfenstergewänden im Erdgeschoss, im Obergeschoss profilierte Steingewände, Dachüberstand, das Dach als Krüppelwalmdach mit Biberschwanzdeckung. Die Sandsteintürgewände sind im Schlussstein bezeichnet mit „1817“. Das Seitengebäude ist im Erdgeschoss massiv, im Obergeschoss Fachwerk, originale Fenster, zwei Ladeluken, fünf Segmentbogentürgewände aus Sandstein mit Schlusssteinen, davon zwei mit Reliefs (1. bezeichnet mit 1818 und Pferderelief, 2. mit Schafrelief), Dachüberstand, das Dach als Krüppelwalmdach mit Biberschwanzdeckung. Die Hofpflasterung besteht aus Katzenkopfpflaster, dazu zwei Sandstein-Torpfeiler mit profilierten Abdeckplatten und Vasenbekrönung. | 08959197 |
| Direkt Bild zu diesem Denkmal hochladen | Wohnstallhaus eines Bauernhofes, mit Resten einer Hofmauer und Kellern                                  | Teichstraße 2 (Karte) | Bezeichnet mit 1788                                                      | Ein wichtiger Bestandteil der Dorfstruktur, baugeschichtlich relevant mit wissenschaftlich-dokumentarischem Wert. Im Erdgeschoss massiv, das Obergeschoss Fachwerk verputzt, im Erdgeschoss Sandsteinfenstergewände, Korbbogentürgewände aus Sandstein, mit Schlussstein, dort bezeichnet mit „1788“, im Obergeschoss Putzfaschen, 14 Achsen, Dachüberstand, ein hohes Krüppelwalmdach mit Biberschwanzdeckung und Zwerchgiebel mit zwei übereinanderliegenden Ladeluken. Dazu Reste einer Mauerwand mit unterirdischer Kelleranlage mit Sandsteingewänden. | 08959196 |
| Direkt Bild zu diesem Denkmal hochladen | Wohnstallhaus mit hakenförmigem Anbau                                                                   | Teichstraße 3 (Karte) | Mitte 19. Jahrhundert                                                    | Das Fachwerkgebäude mit weitgehend authentisch erhaltenem Hakenhof als Bestandteil des denkmalreichen Ortsteils ist baugeschichtlich von Bedeutung. Im Erdgeschoss massiv, Sandsteingewände, im Obergeschoss Fachwerk, ein Giebel massiv, der andere über beide Geschosse und im Giebeldreieck Fachwerk. Der Anbau ist im Erdgeschoss massiv, im Obergeschoss Fachwerk, mit Ladeluke, an der Ecke Sandsteinquader, Stützpfeiler am Hang, Dachüberstand, das Dach als Krüppelwalmdach ausgeführt. | 08959194 |
| Direkt Bild zu diesem Denkmal hochladen | Wohnstallhaus, Scheune und daran angebautes Seitengebäude eines ehemaligen Vierseithofes                | Teichstraße 4 (Karte) | Mitte 19. Jahrhundert (Wohnstallhaus); bezeichnet mit 1850 (Scheune)     | Eine stattliche Hofanlage in weitestgehend authentischem Zustand, baugeschichtlich und ortsgeschichtlich von Bedeutung. Das Wohnstallhaus ist im Erdgeschoss massiv, 3:14 Achsen, im Obergeschoss Fachwerk teils aufgemalt, Sandsteinfenstergewände, Sandsteintürgewände mit Schlussstein, die Giebel massiv, Rundbogenfenster und Blendokuli im Giebel, Dachüberstand, Krüppelwalmdach. Die Scheune ist eine Fachwerkkonstruktion mit Lehmausfachung, zwei gerade abschließende Toreinfahrten, mächtiges einseitig abgewalmtes Dach mit Biberschwanzdeckung, Dachüberstand. Der Anbau an der Scheune ist im Erdgeschoss massiv, das Obergeschoss Fachwerk, Dachüberstand, die Giebel massiv, das Satteldach mit Biberschwanzdeckung. | 08959195 |
| Direkt Bild zu diesem Denkmal hochladen | Wohnstallhaus eines Bauernhofes                                                                         | Teichstraße 5 (Karte) | Um 1820                                                                  | Der verputzte Massivbau mit zwei kunstvoll gearbeiteten Sandsteintürgewänden mit Schlussstein, im bäuerlichen Zopfstil der Zeit um 1800, baugeschichtlich von Bedeutung. Beide Türgewände sind sehr aufwendig im bäuerlichen Zopfstil gearbeitet, mit Schlussstein und mehrfach profilierter Bedachung, an den Seiten eine flache Pilastergliederung. | 08959198 |

## Stösitz
| Bild                                    | Bezeichnung                                                                | Lage                    | Datierung           | Beschreibung | ID       |
| --------------------------------------- | -------------------------------------------------------------------------- | ----------------------- | ------------------- | --- | -------- |
|                                         | Wegestein                                                                  | (Flurstück 128) (Karte) | 19. Jahrhundert     | Ein ca. 1,70 m hoher schlanker Sandsteinkubus mit gut erhaltener Inschrift „Plotitz 1/8 St./ Seerhausen 1/2 St./ Gleina 1/4 St./ Staucha 3/4 St./ Trogen 1/2 St. Lommatzsch 1,5 St./ Stösitz 1/4 St./ Grubnitz 1/2 St.“ mit verkehrshistorischer Bedeutung. | 08959170 |
| Direkt Bild zu diesem Denkmal hochladen | Mühlenwohnhaus und Scheune (mit winkelförmigem Anbau) eines Mühlenanwesens | Hauptstraße 46 (Karte)  | Bezeichnet mit 1821 | Die gut erhaltenen Gebäude des Mühlenensembles sind von baugeschichtlicher und ortshistorischer Bedeutung. Das Mühlenwohnhaus ist im Erdgeschoss massiv, Sandsteingewände, Sandstein-Segmentbogenfenster mit Schlussstein, bezeichnet mit „J.C.W. 1821“. Das Obergeschoss Fachwerk, originale Fenstergröße, die Giebel Fachwerk, 2:8 Achsen, Ladeluke, Krüppelwalmdach, Dachüberstand. Der Anbau in Holzkonstruktion, die Scheune ist ein eingeschossiger Putzbau, die einfache Putzgliederung ist erhalten, eine große Segmentbogeneinfahrt, im Giebel drei Belüftungsokuli, Zahnschnitt unter der Traufe, Satteldach. | 08959203 |
| Direkt Bild zu diesem Denkmal hochladen | Bruchsteinmauer und sechs Torpfeiler des ehemaligen Ritterguts             | Steinweg 7, 9 (Karte)   | 19. Jahrhundert     | Die einzigen erhaltenen Relikte des Eingangsbereichs zum Rittergut und Schloss, damit ortsgeschichtlich von Bedeutung. Zwei große verputzte Torpfeiler mit mehrfach profilierten Abdeckplatten, einer mit Vasenbekrönung und plastischem Schmuck, der andere mit Vasenguss, vier kleine verputzte Torpfeiler mit profilierten Abdeckplatten, als flache Spitze endend, eine Bruchsteinmauer als Einfriedung. | 08959211 |

## Treben
| Bild                                    | Bezeichnung                                                                                   | Lage                   | Datierung                                                                  | Beschreibung | ID       |
| --------------------------------------- | --------------------------------------------------------------------------------------------- | ---------------------- | -------------------------------------------------------------------------- | --- | -------- |
| Direkt Bild zu diesem Denkmal hochladen | Wohnstallhaus, Seitengebäude und Scheune (mit Anbau) sowie Hofpflasterung eines Dreiseithofes | Kurze Straße 4 (Karte) | Bezeichnet mit 1839 (Wohnstallhaus); Mitte 19. Jahrhundert (Seitengebäude) | Ein weitestgehend original erhaltenes Hofensemble in gutem Zustand als Teil der alten Ortsstruktur damit baugeschichtlich und wirtschaftsgeschichtlich von Bedeutung. Das Wohnstallhaus ist im Erdgeschoss massiv, im Obergeschoss Fachwerk, zum Teil aufgebrettert, profilierte Segmentbogentürgewände mit Schlussstein, im Zwickel Sonnenmotiv, 12 Achsen, Dachüberstand, das Dach als Krüppelwalmdach mit Biberschwanzdeckung. Das Gebäude ist bezeichnet mit „J.P.O. 1839“. Das Seitengebäude ist im Erdgeschoss massiv, im Obergeschoss Fachwerk, neun Achsen, zwei Ladeluken, originale Fenster, Dachüberstand, zum Teil Sandsteingewände. Die Scheune ist ein eingeschossiger Putzbau mit drei vorgelagerten mächtigen Stützpfeilern, zwei Segmentbogentore (eines zum Teil vermauert), mittige Fenster, Okuli unter der Traufe, kleiner Anbau mit Satteldach. Das originale Hofpflaster ist erhalten. | 08959178 |
| Direkt Bild zu diesem Denkmal hochladen | Wohnstallhaus (ohne Anbauten) eines Bauernhofes                                               | Kurze Straße 6 (Karte) | Mitte 19. Jahrhundert                                                      | Als Teil der historischen Siedlungsstruktur weitgehend original erhalten, damit baugeschichtlich von Bedeutung. im Erdgeschoss massiv, das Obergeschoss Fachwerk, zehn Achsen, die ursprüngliche Kubatur erhalten, zwei Ladeluken, Sandsteintürgewände mit Schlussstein, die Giebel massiv, Dachüberstand, das Dach als Krüppelwalmdach ausgeführt. | 08959179 |

## Wilschwitz
| Bild                                    | Bezeichnung                                 | Lage                | Datierung | Beschreibung | ID       |
| --------------------------------------- | ------------------------------------------- | ------------------- | --------- | --- | -------- |
| Direkt Bild zu diesem Denkmal hochladen | Wohnhaus des Lehngutes Wilschwitz (Vorwerk) | Bauernweg 3 (Karte) | 1840      | Als denkmalrelevanter Bestandteil eines großen Lehnguts von bau- und ortshistorischer Bedeutung. Das Wohnhaus mit angrenzendem Stall ist im Erdgeschoss massiv, Sandsteinfenstergewände, Sandsteintürgewände mit mehrfach profilierter Bedachung, Eckquaderung aus Sandstein, das Obergeschoss Fachwerk, rückwärtig verkleidet, das Krüppelwalmdach zum Teil mit Biberschwanzdeckung, die Giebel Fachwerk. Der Stall ist ein eingeschossiger Putzbau mit Sandsteingewänden, das Sattel- und Krüppelwalmdach zum Teil mit Biberschwanzdeckung. | 08959144 |

### Ehemaliges Denkmal (Wilschwitz)
| Bild                                    | Bezeichnung                                                            | Lage                | Datierung              | Beschreibung | ID       |
| --------------------------------------- | ---------------------------------------------------------------------- | ------------------- | ---------------------- | --- | -------- |
| Direkt Bild zu diesem Denkmal hochladen | Wohnhaus (über winkelförmigem Grundriss) und Scheune eines Bauernhofes | Pappelweg 2 (Karte) | Anfang 18. Jahrhundert | Die weitgehend authentisch erhaltenen Fachwerkgebäude sind als Teil der historischen Siedlungsstruktur baugeschichtlich und wirtschaftsgeschichtlich von Bedeutung. Das Wohnhaus ist im Erdgeschoss massiv mit Sandsteintürgewänden, im Obergeschoss Fachwerk, Mittelstrebe mit verblatteten Kopfbändern, die historischen Fenster sind leicht vergrößert, am Wohnhaus ein zweigeschossiger winkliger Anbau. Die Scheune in Fachwerkkonstruktion, gezapft, mit Lehmausfachung, die Giebel Fachwerk verbrettert, das Dach als Satteldach mit Dachüberstand. Zwischen 2017 und 2022 aus der Denkmalliste gestrichen. | 08959141 |

## Tabellenlegende
- Bild: Bild des Kulturdenkmals, ggf. zusätzlich mit einem Link zu weiteren Fotos des Kulturdenkmals im Medienarchiv Wikimedia Commons. Wenn man auf das Kamerasymbol klickt, können Fotos zu Kulturdenkmalen aus dieser Liste hochgeladen werden:
- Bezeichnung: Denkmalgeschützte Objekte und ggf. Bauwerksname des Kulturdenkmals
- Lage: Straßenname und Hausnummer oder Flurstücknummer des Kulturdenkmals. Die Grundsortierung der Liste erfolgt nach dieser Adresse. Der Link (Karte) führt zu verschiedenen Kartendiensten mit der Position des Kulturdenkmals. Fehlt dieser Link, wurden die Koordinaten noch nicht eingetragen. Sind diese bekannt, können sie über ein Tool mit einer Kartenansicht einfach nachgetragen werden. In dieser Kartenansicht sind Kulturdenkmale ohne Koordinaten mit einem roten bzw. orangen Marker dargestellt und können durch Verschieben auf die richtige Position in der Karte mit Koordinaten versehen werden. Kulturdenkmale ohne Bild sind an einem blauen bzw. roten Marker erkennbar.
- Datierung: Baubeginn, Fertigstellung, Datum der Erstnennung oder grobe zeitliche Einordnung entsprechend des Eintrags in der sächsischen Denkmaldatenbank
- Beschreibung: Kurzcharakteristik des Kulturdenkmals entsprechend des Eintrags in der sächsischen Denkmaldatenbank, ggf. ergänzt durch die dort nur selten veröffentlichten Erfassungstexte oder zusätzliche Informationen
- ID: Vom Landesamt für Denkmalpflege Sachsen vergebene, das Kulturdenkmal eindeutig identifizierende Objekt-Nummer. Der Link führt zum PDF-Denkmaldokument des Landesamtes für Denkmalpflege Sachsen. Bei ehemaligen Kulturdenkmalen können die Objektnummern unbekannt sein und deshalb fehlen bzw. die Links von aus der Datenbank entfernten Objektnummern ins Leere führen. Ein ggf. vorhandenes Icon  führt zu den Angaben des Kulturdenkmals bei Wikidata.